# Sofa
Sofa ili kanape (fr. canapé) je dio namještaja i podrazumijeva široku klupu duž zida, pokrivenu tkaninom ili kožom i može služiti i za sjedenje ili spavanje.
Riječ sofa je turcizam (sofa).
Ranije su ih izrađivali stolari ili tapetari (zanatlije), ručno tako da su mogli predstavljati prava i vrijedna umjetnička djela. Drveni dijelovi bili su rezbareni, a prekrivači od skupih materijala (ručno rađena tkanina ili skupa i kvalitetna koža).